# 518
Раннє Середньовіччя. У Східній Римській імперії завершилося правління Анастасія I, розпочалася правління Юстина I. Наймогутнішими державами в Європі є Остготське королівство на Апеннінському півострові, де править Теодоріх Великий, та Франкське королівство, розділене на 4 частини між синами Хлодвіга. У Західній Галлії встановилося Бургундське королівство.
Іберію та частину Галлії займає Вестготське королівство, Північну Африку — Африканське королівство вандалів та аланів, у Тисо-Дунайській низовині лежить Королівство гепідів.
У Китаї період Північних та Південних династій. На півдні править династія Лян, на півночі — Північна Вей. В Індії правління імперії Гуптів. У Японії триває період Ямато. У Персії править династія Сассанідів.
На території лісостепової України в VI столітті виділяють пеньківську й празьку археологічні культури. VI століття стало початком швидкого розселення слов'ян. У Північному Причорномор'ї співіснують різні кочові племена, зокрема гуни, сармати, булгари, алани.

## Події
- 9 липня у віці 88 років після 27 років правління помер візантійський імператор Анастасій I, не залишивши спадкоємця.
- Новим візантійським імператором став Флавій Юстин. Його радником був племінник Флавій Петро Саббатій.
- 29 вересня патріарха Антіохії Севера позбавили кафедри за монофізитство. Новим патріархом став Павло Юдей.

## Померли
- Анастасій I, візантійський імператор.